# 哈羅德·尤里
哈羅德·克萊頓·尤里（英語：Harold Clayton Urey，/ˈjʊəri/ YOOR-ee，1893年4月29日—1981年1月5日）是一名美國物理化學家，他在同位素方面的開創性研究使他因發現氘而在1934年獲得諾貝爾化學獎。他在原子彈的研製中發揮了重要作用，並對從非生命物質發展出有機生命的理論做出貢獻。
尤里出生於印第安納州沃克頓，在加州大學柏克萊分校吉爾伯特·路易斯的指導下主修熱力學。1923年獲得博士學位後，他獲得美國-斯堪地納維亞基金會的獎學金，在哥本哈根的尼爾斯·波耳研究所學習。在成為哥倫比亞大學化學系副教授之前，他曾在約翰霍普金斯大學擔任研究助理。 1931年，他開始同位素的分離工作，最終發現了氘。
在第二次世界大戰期間，尤里將他在同位素分離方面的知識轉向鈾濃縮的問題。他領導位於哥倫比亞大學的小組，開發使用氣體擴散法的同位素分離。該方法被成功開發，成為戰後早期使用的唯一方法。戰後，尤里成為核子學術研究所的化學教授，後來又成為芝加哥大學的瑞爾森化學教授。
尤里推測，早期的陸地大氣是由氨、甲烷和氫組成的。他的芝加哥大學研究生之一是史丹利·米勒，他在米勒-烏雷的實驗中表明，如果這種混合物暴露於電火花和水，它可以相互作用產生氨基酸，通常被認為是生命的組成部分。對氧的同位素的研究導致古氣候學研究這一新領域的開拓。1958年，他接受新成立的加州大學聖地亞哥分校的全職教授職位，在那裡他幫助創建了科學學院。他是加州大學聖地亞哥分校化學學院的創始成員之一，該學院創建於1960年。他對空間科學越來越感興趣，當阿波羅11號從月球帶回月岩樣本時，烏里在月球物質回收實驗所對它們進行檢查。登月太空人哈里遜·舒密特說，尤里作為志願者找到他，希望他能參加單程月球任務，他說：「我會去的，能不能回來我不在乎。」。

## 備註
1. ↑  Miller, S. L.; Oró, J. . Journal of Molecular Evolution. 1981, 17 (5): 263–264. Bibcode:1981JMolE..17..263M. PMID 7024560. S2CID 10807049. doi:10.1007/BF01795747.
2. ↑  Harrison "Jack" Schmitt – 1903–1969 Wrights to Armstrong （页面存档备份，存于） (YouTube video posted February 29, 2016, by the Florida Institute for Human & Machine Cognition)

## 外部連結
- National Academy of Sciences biography（页面存档备份，存于）（英文）
- Biography（页面存档备份，存于）（英文）